# Francesco Saverio de Mérode
Federico Francesco Saverio de Mérode (Bruxelles, 26 marzo 1820 – Roma, 12 luglio 1874) è stato un arcivescovo cattolico belga.
Fu protagonista della prima fase dell'urbanizzazione della città di Roma a partire dagli anni '60 dell'Ottocento.

## Biografia
Figlio del conte Félix de Mérode, ministro di Leopoldo I del Belgio, fu educato dapprima presso il collegio gesuita di Namur poi all'oratorio di Juilly. Nel 1839 entrò nell'Accademia militare di Bruxelles. Nel 1844, attratto dalla carriera delle armi, ottenne di servire nella Legione straniera francese come ufficiale presso lo stato maggiore particolare del generale Thomas Robert Bugeaud in Algeria e si distinse nei combattimenti della Cabilia e nell'Aurès ottenendo la decorazione della Legione d'Onore. In questa occasione conobbe Christophe Louis Léon Juchault de Lamoricière. Verso la fine del 1845 rientrò in Belgio con il grado di tenente.
Nel 1848 scelse però la carriera ecclesiastica: prese gli ordini, e, caduta la breve Repubblica romana del 1849, partecipò attivamente alla restaurazione dello Stato pontificio. Cappellano militare dei francesi, si fece notare da papa Pio IX che lo creò cameriere segreto e monsignore, utilizzandolo molto nei rapporti con la Francia del Secondo Impero, alla quale per nascita e per cultura il Merode era legato.
In quegli anni '50-'60 lo Stato pontificio si serviva dell'alleanza con Napoleone III per fare fronte alle numerose spinte risorgimentali. A una modernizzazione della Roma ottocentesca il Mérode era particolarmente interessato, avendo come modello le grandi trasformazioni che Haussmann stava apportando a Parigi.
Col tempo il suo ascendente sul Papa crebbe, nonostante il conflitto sempre vivo con il cardinale Antonelli: questi, man mano che si stringeva l'accerchiamento del Regno d'Italia e si affievoliva il protettorato francese (resosi necessario in seguito alle tensioni sempre più forti in chiave anti-papalina) rappresentava nelle gerarchie vaticane le posizioni più moderate e trattatiste, mentre monsignor de Merode - sostenuto dai Gesuiti - rappresentava le posizioni più conservatrici del potere temporale.

### Il politico
Merode fu comunque nominato, il 18 aprile 1860, pro-ministro delle Armi, incarico che tenne fino al 20 ottobre 1865, sostenendo la guerriglia dei sanfedisti della Campagna e Marittima ed una politica di dura repressione interna di ogni movimento liberale. Notava Gregorovius alla fine del 1863:
Ma era ormai evidente che il dominio temporale era agli sgoccioli: ci voleva maggior duttilità, per trattare con i governi dei Savoia, e alla fine Merode fu sostituito, proprio su richiesta dei francesi, e con dispiacere del papa, che continuò ad utilizzarlo come proprio rappresentante personale e il 22 giugno 1866 lo creò arcivescovo titolare di Mitilene. Fu consacrato dal cardinale Costantino Patrizi Naro, assistito dai vescovi Louis-Edouard-François-Desiré Pie e Giuseppe Berardi.

### L'immobiliarista
Le delusioni politiche non impedirono comunque al Merode di perseguire il proprio progetto di "hausmaniser Rome", progetto al quale si dedicò anzi totalmente, una volta libero dagli incarichi politici.
Le sue principali operazioni immobiliari furono condotte nell'area tra le Terme di Diocleziano e la vallata di San Vitale. Alle Terme di Diocleziano l'arcivescovo ottenne - ancora regnante Pio IX - di far attestare la nuova stazione centrale di Roma (aperta nel 1863) e acquistò Villa Strozzi, sui cui terreni sorse poi il Teatro dell'Opera. Lungo la valle di San Vitale fu tracciato il collegamento tra la stazione ferroviaria e il centro direzionale dell'epoca (via del Corso).
Le prime strade urbanizzate in questa zona furono Via Torino, Via Firenze, Via Napoli e Via Modena, e per quest'area il nuovo Comune di Roma fece propria, nel marzo 1871, la convenzione edilizia già stipulata con il Merode. L'urbanizzazione di questa zona fu quindi l'oggetto della prima convenzione urbanistica approvata a Roma dal nuovo Stato sabaudo. L'arteria (oggi via Nazionale), fino all'altezza di via dei Serpenti sulla sinistra e di via della Consulta sulla destra, si chiamò per i primi anni, appunto, via de Merode, come tutto il quartiere intensivo costruito attorno.
L'altra importante operazione immobiliare dell'arcivescovo fu ai Prati di Castello, di fronte al Porto di Ripetta, dove Merode, in società con altri, acquistò nel 1870 Villa Altoviti e altri terreni. La convenzione relativa a questa urbanizzazione fu firmata nel 1873. Per favorire il popolamento del quartiere la società fece anche costruire a proprie spese un nuovo ponte di ferro, che avrebbe dovuto essere provvisorio ma che durò fino al 1901, quando fu aperto Ponte Cavour.
Dei propri progetti urbanistici Merode, venuto a morte nel 1874, non poté vedere che l'avvio.

## Genealogia episcopale
La genealogia episcopale è:
- Cardinale Scipione Rebiba
- Cardinale Giulio Antonio Santori
- Cardinale Girolamo Bernerio, O.P.
- Arcivescovo Galeazzo Sanvitale
- Cardinale Ludovico Ludovisi
- Cardinale Luigi Caetani
- Cardinale Ulderico Carpegna
- Cardinale Paluzzo Paluzzi Altieri degli Albertoni
- Papa Benedetto XIII
- Papa Benedetto XIV
- Papa Clemente XIII
- Cardinale Marcantonio Colonna
- Cardinale Giacinto Sigismondo Gerdil, B.
- Cardinale Giulio Maria della Somaglia
- Cardinale Carlo Odescalchi, S.I.
- Cardinale Costantino Patrizi Naro
- Arcivescovo Francesco Saverio de Mérode